# Valvatoidea
Valvatoidea zijn een superfamilie van slakken.

## Taxonomie
De volgende families zijn bij de superfamilie ingedeeld::
- Cornirostridae Ponder, 1990
- Hyalogyrinidae Warén & Bouchet, 1993[1]
- † Provalvatidae Bandel, 1991[2]

- Valvatidae Gray, 1840
- Xylodisculidae Warén, 1992[3]